# Angaria neglecta
Angaria neglecta là một loài ốc biển, là động vật thân mềm chân bụng sống ở biển thuộc họ Angariidae.